# Бертенкур
Бертенкур (фр. Bertincourt) — коммуна во Франции, регион О-де-Франс, департамент Па-де-Кале, округ Аррас, кантон Бапом. Деревня находится в 36 км к юго-востоку от Арраса в месте пересечения автодорог D7, D18 и D19 и в 2 км от автомагистрали А2 (E19) Париж-Брюссель.
Население (2018 год) — 917 человек. 